# 76 Freia
För andra betydelser, se Freja (olika betydelser).
76 Freia eller A911 OB är en mycket stor asteroid upptäckt 21 oktober 1862 av den tyske astronomen H. d'Arrest i Köpenhamn. Asteroiden har fått sitt namn efter Freja inom nordisk mytologi.
Den tillhör asteroidgruppen Cybele.
Den kretsar i den yttre delen av Asteroidbältet och dess yta är extremt mörk. Asteroider av denna typ kan ha is i dess inre.